# Northavon
Northavon var ett distrikt i Avon i England. Distriktet hade 135 700 invånare år 1992. Distriktet upprättades den 1 april 1974 genom landsdistrikten Sodbury och Thornbury. Det avskaffades 1 april 1996 och blev en del av South Gloucestershire.